# Mathieu de Layens
 (août 2011).
Si vous disposez d'ouvrages ou d'articles de référence ou si vous connaissez des sites web de qualité traitant du thème abordé ici, merci de compléter l'article en donnant les références utiles à sa vérifiabilité et en les liant à la section « Notes et références ».

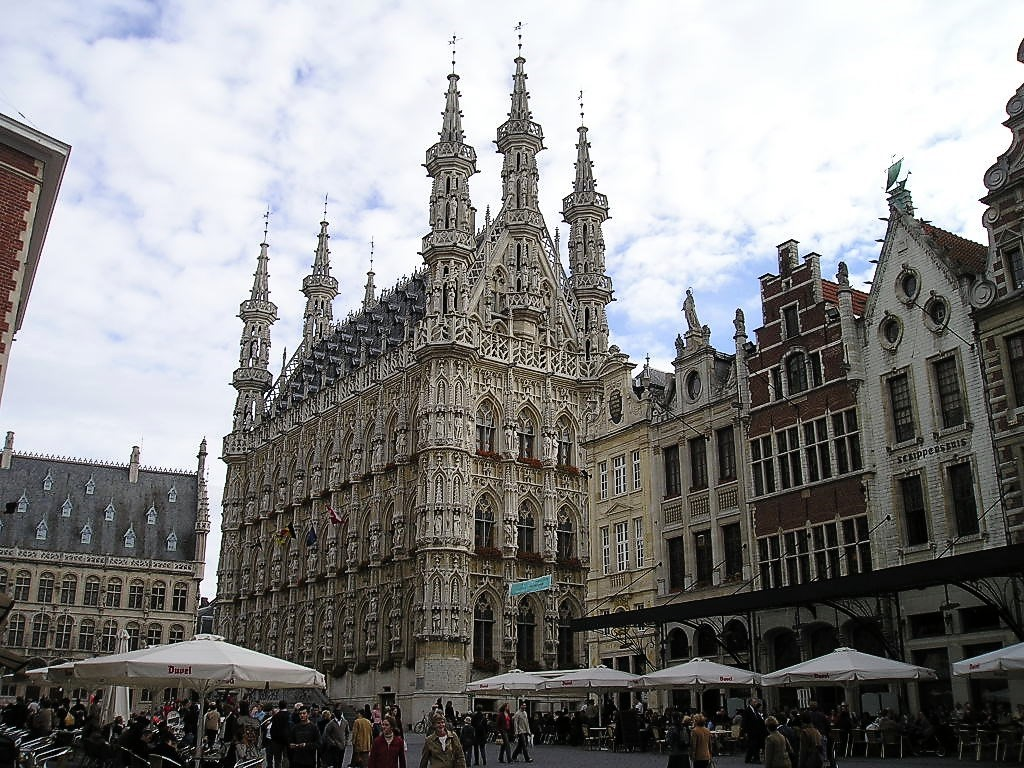
Hôtel de ville de Louvain et le Tafelrond (arrière-gauche)

Mathieu de Layens (né à Neufvilles (Soignies), mort à Louvain, le 3 décembre 1483) était un architecte brabançon du XVe siècle. Il sera un des maîtres du gothique brabançon.

## Biographie
Il fut employé à Louvain dès 1433, d'abord sous les ordres de l'architecte Sulpitius de Vorst (mort en 1439), puis sous les ordres de Jan Keldermans II à qui il succéda comme maître maçon en 1445. C'est alors qu'il développa les fortifications de la ville et dirigea également la construction de l’hôtel de ville (1448-1469). Il réalisa aussi le transept de l'église Saint-Pierre. 
Vers 1450, il travailla sur l'église Saint-Léonard de Léau (Zoutleeuw), l'église Notre-Dame-au-Lac de Tirlemont, et l'église Saint-Sulpice-et-Saint-Dionysius de Diest. Il participa à partir de 1457 à la construction de la collégiale Sainte-Waudru à Mons (la construction finale devait comporter une flèche culminant à 197m de hauteur mais elle ne vit jamais le jour en raison du fort coût de la manœuvre et de nombreuses hésitations concernant la résistance des fondations ; cet épisode a donné lieu à une expression montoise qui signifie qu'une promesse ne sera jamais exécutée : « c'est comme la tour de Sainte-Waudru, on n'en verra jamais le bout ») et travailla à la restauration de l'hôtel de ville de Mons dès 1479. En effet, l hôtel de ville montois est construit à l'origine sur une partie des vestiges de la maison de la paix dont subsistent encore des caves. Il ne pourra malheureusement pas terminer l'ensemble du programme initialement prévu dont certains encorbellements ou encore la tour. A noter que son hôtel de ville du XVe  siècle servira partiellement de modèle à la reconstruction de la maison du Roi de Bruxelles par Victor Jamaer.
Son dernier travail (1480-1487) fut la construction de l'énorme bâtiment de la Table ronde (Tafelrond) du côté est de la grand place de Louvain. Le bâtiment, qui fut détruit et remplacé en 1818, fut reconstruit à l'identique en 1921.